# Джвари (Цаленджихский муниципалитет)
Джвари (груз. ჯვარი) — село в Грузии, на территории Цаленджихского муниципалитета края (мхаре) Самегрело-Верхняя Сванетия.

## География
Село находится в западной части Грузии, на левом берегу реки Ингури, на расстоянии приблизительно 12 километров (по прямой) к северу от города Цаленджиха, административного центра муниципалитета.

## Население
По результатам официальной переписи населения 2014 года, в Джвари проживало 3157 человек (1486 мужчин и 1671 женщина). В национальной структуре населения грузины составляли 99,1 %, русские — 0,5 %, украинцы — 0,2 %.
| Год  | Население, человек |
| ---- | ------------------ |
| 2002 | 2172               |
| 2014 | ↗ 3157             |